# James Ollivier
Pour les articles homonymes, voir Ollivier.
James Ollivier, de son vrai nom James Gaston Raymond Duchamp, est un chanteur et musicien français, né le 25 mars 1933 à Reims et mort le 23 octobre 1997 à Saint-Lô.
Il avait commencé sa carrière comme comédien, mais se tourna très tôt vers la chanson, en se produisant dans les cabarets de la rive gauche et en participant à l'émission de Luc Bérimont, La Fine Fleur de la chanson française.
Il a mis en musique et interprété les textes de nombreux poètes français (Villon, Ronsard, Baudelaire, Verlaine, Rimbaud, Hugo, Apollinaire, Cocteau, Aragon, Desnos, Queneau, Supervielle, Prévert, Cadou, Bérimont, etc.) et repris certains poèmes mis en musique par Brassens.
Il avait reçu le Prix de l'Académie du disque français et le Prix de l'Académie Charles-Cros en 1969, ainsi que le titre de chevalier de l'ordre des Palmes académiques en 1992 pour son action d'initiation à la poésie et à la musique auprès des jeunes d'âge scolaire. Il fut aussi ambassadeur de la chanson francophone auprès de nombreux organismes culturels français à l'étranger.

## Distinctions
- Chevalier de l'ordre des Palmes académiques (1992)

## Discographie
- 1964 : L'Oiseau mort (Bel Air) - Grand Prix Académie du Disque Français
- 1967 : Marennes - Cancale (BAM) - Grand Prix Académie Charles Cros
- 1973 : Récital public (Disques Alvarès)
- 1979 : Chansons et poèmes bohèmes pour patapoufs
- 1979 : Chansons et poésies buissonnières

### Quelques titres
- L'Île lointaine (1963), Grand Prix de l’Académie du Disque Français 1964
- Petit matin (1968), poème de Claude Roy.
- J'avions reçu commandement.